# أنا أحيا
أنا أحيا رواية ألفتها الكاتبة اللبنانية ليلى بعلبكي. نشرت أول مرة في العام 1958. وقع اختيارها كواحدة من ضمن أفضل مائة رواية عربية.

## تقديم الكتاب
في أسلوب خاص، وتعابير مختصر لصور متعددة من الحياة، كتبت ليلى بعلبكي عملها، تصف فيه حالة الاغتراب المرة التي يحياها الإنسان داخل وطنه وبين أهله، ولكنه يبقى يجهل ذاته، يبحث عن ثمة مساحة في هذا العبث الملحمي الذي يعيش، تقول لينة بطلة الرواية: «هكذا أنا، عالم مستقل لا يمكن أن يتأثر مجرى الحياة فيه بأي حدث خارجي لا ينطلق من ذاتي، من مشكلة الإنسان في ذاتي، وصحيح أنني أسكن مع أمي وأبي وأختي، السمراء والشقراء، وأخي الدلوع بسام، لكنني لا أحسهم إنهم تماماً خارج السور في عالمي. إنهم حتى خارج قنوات المياه الطافحة، فبدأت تبحث عن عمل يعيد إليها توازنها بعيداً عن أسرتها التي تصفهم بأثرياء الحرب واشتعلت الأرض بنيران الحرب العالمية الثانية، فإذا الحياة تتبدل وتنطلق بسرعة جنونية، وإذا نحن أثرياء: نحن أغنياء حرب».

### المقدمة
أنا أحيا هي الرواية الأولى للكاتبة اللبنانية ليلى بعلبكي في سنه 1958 فوجدت القبول والرفض فحوكمت الرواية بسبب جرأتها على مستوى الألفاظ والمضمون ولكنها نالت على البراءة، وهناك من قال أن الرواية هي مجرد خواطر فتاة صغيرة وتفاصيل حياة عاشتها الكاتبة. ولكن هذه الرواية حصلت على نجاح كبير في الأوساط النقدية والأدبية، وكذلك أصبحت هذه الرواية في تلك الفترة أشبه بالظاهرة بمجرد ذكر (أنا أحيا) تأتي صورة لينا فياض التي هي بطلة الرواية على أذهان النقاد والأدباء والقراء. ميخائيل نعيمة اعتبرها كتابة روائية جديدة، بعد أن أطلق عليها كلمة (أسلوب). وأيضاً  الناقد جبرا أبراهيم حينما قرأ الرواية رأى فيها غنائية لفظية رائعة تقربها من غنائية الشعر. وقد أختيرت رواية (أنا أحيا) كأولى الروايات النسائية الحديثة بوصفها أنها شكلت علامة بارزة على تطور الكتابة الروائية العربية. ومازالت هذه الرواية تحافظ على مرتبها تاريخياً، فهي الرواية الأولى التي تعلن تمردها أولاً على الإرث الروائي اللبناني جاعلة مدينة بيروت إطاراً مكانياً والعصر الحديث إطاراً زمنياً. وكذلك أعلنت تمردها على الفن الروائي الكلاسيكي والتقليدي وعلى مفهموم الشخصية الإيجابية وقد أعطت (الأنا) الرواية فرصة لتتداعى بحرية وتوتر وتصبح المحور الرئيسي التي تدور جوله الأحداث وتنطلق منه.

### الموضوع
في (أنا أحيا) تذكر الحرب بشكل عابر وسريع لا يتعدى مقطعاً أو مقطعين من بين 327 صفحة. سواء كانت هذه الحرب مقصودة أو غير مقصودة فإن بيروت آنداك وبحسب ماذكر في الرواية يعمها الهدوء ويعيشون أهلها روتينهم اليومي. لينا فياض بطلة الرواية كانت لا تعاني إلا من الملل وسكون الحياة وفراغها في البلد الذي يبدو في الرواية قليل الأزمات بل عديمها. حينما قررت لينا العمل في مكتب إكتشفت أنه مكتب لنشر الدعاية الرأسمالية ومكافحة الشيوعية، ولم يكن يشغل أي وجود في الرواية. كأنه وكالة سفريات أو وكالة دعاية. وفي نزاعها معه ومع نفسها بسبب عملها فيه، لا تجد لينا اختلاف لذلك النزاع عما تشعر به اتجاه منزلها الذي يقيمون فيه أهلها.
هذه المدينة ودائماً كما تظهر في الرواية خالية من كل ماهو مشكل يمكنه أن يكون محور رواية. الشاب الغير لبناني كما ذكر في الرواية يدعى بهاء، المنتسب للجامعة الأميركية، لا تبدو أهدافه ومواقفة مقنعة وكذلك اضطراب شخصيته وحزبيته، في فقرات عابرة في الرواية إلى الانتحار. ولا يبدو انتسابه للجامعة الأميركية متوافقاً مع الفقرة، بمعايير ذلك الزمن لم يكن بهاء ليس مقنعاً أيضاً احتفاظه بتقليديته وعقائديته. تبدو شخصية بهاء في الرواية مستعارة وخليطاً من تصورات متداخلة وعابرة لا تصنع أي شخصية. فيما يخص نزوعه إلى الفعل أو إلى التغيير بحسب تعبير حزبي لم توفق الروائية إلا في جعله يتوهم ما سيقوم به، كما لو أنه مراهق يطمح لأن يكون منتسب إلى حزب وليست الحزبية من صفاته.
في (أنا أحيا) ظهرت بيروت مدينة خالية مما حصل بها في السنوات التي تلت. وهي قليلة الأمكنة على الرغم من كثرة الأجانب السائحين والمقيمين فيها من مختلف البلدان. يوجد منزل الأهل الكبير والفخم الذي يطل على أجمل المناظر، والأب الذي يراكم ثروته من فساد تجارته، والأم والأختان اللاتي قبلن بوضعهن ويرضخن لما كن يعيشونه، أما الأخ الصغير المدلل لم يكن له دور في الرواية ليستعدي وجودة. وأيضاً الجامعة الموصوفة وصفاً مقتضباً أيضاً حيث تكتفي الروائية بأقل القليل منها مثل وصف قاعدة الدراسة ونظرات الطلاب لبعضهم البعض والمحادثات التي لا تكاد تصنع جمل بين الطلاب وكذلك المعلمين. ثم هناك مكان العمل المصنوعة تفاصيلة بشكل أنيق ومرتب في بعض الفقرات وهناك فقرات تركز إلى السرية التي توجد في الوكالاتمثل الصندوق الأخضر الموجود في الطابق السفلي يظل دائماً فارغاً.
يبدو في الرواية أن لم يكن يحدث شي في تلك السنوات. أي تقوم لينا بالتنقل على الدوام والأشياء من حولها لا يحدث لها شيء ولا غاية لوجودها إلى عندما تقتصدها وردها عنها. فالمقهى الذي تجري فيه لقاءات لينا وبهاء يقتصر فضاؤه الموصوف على جدار وكرسيين وعلى جانبي الطاولة. ولا يحدث في تلك اللقاءات السريعة بين لينا وبهاء سوى كلمات سريعة سرعان ما ينهيها الخصام.كذلك في بيت العائلة الكبير والفخم لا يحدث فعلُ. مرتان ربما تلقت لينا صفقة من أمها. تلك الثورة التي تقوم بها لينا متحدية عالمها كله لا ينتج عنها تحطيم مزهرية أو دم سال من جروح. ففي الأدب الروائي يطلق على ذلك عبارة غياب الحدث.
نضيف إلى الغياب باقتصار تمرد لينا فياض وثورتها على أقل القليل من الفعل. فالرواية التي استمرت لسنوات أعقبت صدورها لسبب دعوتها إلى التحرر من مختلف المحظورات المطبقة على المرأة.

### الخاتمة
الكتابة هي الحاضر والمستقبل. لا يحتاج القارئ ليدرك أن هذه الرواية وسيلة للوصول إلى حاجة. بعد أن أطلق ميخائيل نعيمة كلمة «أسلوب» لهذه الرواية في تعليقه (قيمة ليست لأي كتاب غيره في الأدب العربي قديمة وحديثة).كذلك جبرا إبراهيم جبرا قرأ الرواية بعين من يقرأ الشعر (فيها غنائية لفظية رائعة تدنيها من غنائية الشعر). حيث ينبغي التوقف عند نهايات الفقرات والجمل والتأمل في معناها ثم على غرار ما تقرأ الفقرات الشعرية. والقراءة المسرعة لن تساعد على متابعة القراءة.